# Нижельское
Нижельское — деревня в Куньинском районе Псковской области России. Входит в состав Каськовской волости.

## География
Расположена на восточном побережье Жижицкого озера.

## Население
| 2001 | 2002 | 2010 |
| ---- | ---- | ---- |
| 65   | ↗76  | ↘64  |

Численность населения деревни по оценке на начало 2001 года составляла 65 жителей.